# لوتر (اکلاهما)
لوتر(به انگلیسی: Luther) شهری در ایالت اکلاهما کشور ایالات متحده آمریکا است که جمعیت آن در سرشماری سال ۲۰۱۰ میلادی، ۱٬۲۲۱ نفر بوده‌است.